# Golo (rivier)
De Golo is de grootste rivier op Corsica. Hij ontspringt op de Paglia Orba en mondt na 85 km ten zuiden van het meer Étang de Biguglia uit in de Middellandse Zee (Cap Sud).

## Geschiedenis
Tot voor enkele eeuwen mondde de Golo uit in de lagune Étang de Biguglia. Sindsdien mondt de rivier rechtstreeks uit in de Tyrreense Zee, maar staat hij nog wel via enkele kanalen in verbinding met het meer.
De rivier heeft in 1793 zijn naam gegeven aan het voormalige departement Golo met als hoofdstad Bastia. In 1811 werd Corsica opnieuw verenigd in één departement maar in 1976 werd het opnieuw in twee delen gesplitst. De grenzen van de oude departementen werden opnieuw getrokken, maar de naam werd nu Haute-Corse.
- Bibliothèque nationale de France: cb13189914r (data)
- Library of Congress Control Number: n81075891
- Nationale Bibliotheek van Israël: 987007531829205171
- Système universitaire de documentation: 035445807
- Virtual International Authority File: 132533669